# ウィリアム・A・ゲーリー
ウィリアム・アレクサンダー・ゲーリー（William Alexander Guerry、1861年7月7日 - 1928年6月9日）は、第8代米国聖公会サウスカロライナ州教区主教を務めたアメリカ人高位聖職者である。

## 若年期と教育
1861年7月7日、ルグランド・フェルダー・ゲーリー師とマーガレット・セレナ・ブレイルスフォードの息子として、アメリカ合衆国のサウスカロライナ州クラレンドン郡に生まれる。ザ・ユニバーシティ・オブ・ザ・サウスで勉学に励み、1884年に教養学士号と教養修士号、1891年に神学博士号を取得した。

## 聖職者叙任
エリソン・ケーパース主教により1888年9月23日に執事、1889年12月22日に司祭に叙任された。1888年、サウスカロライナ州フローレンスのセント・ジョーンズ教会の教区牧師に任命された。教区牧師在職中の1893年にはザ・ユニバーシティ・オブ・ザ・サウスの専属牧師となり、また同大学の神学部で説教学と牧会学を教える教授でもあった。同大学のキャンパスにあるオール・セインツ・チャペルの建設にも携わった。

## 主教職
1907年、サウスカロライナ州教区の補佐司祭に選出された。同年9月15日にはダニエル・シルベスター・タトル総裁主教によりサウスカロライナ州教区主教に叙任された。1908年4月22日、サウスカロライナ州教区主教となる。見習いフリーメイソンとして入会させられたゲーリーは、グランドロッジのランドマーク76 AFM（Landmark 76 AFM）会員であった。主教職在任中には教区で人種的平等をもたらすために働いた。

## 殺人事件
1928年6月5日、サウスカロライナ州での人種的平等が発展していくことに反対していた元司祭であるJ・H・ウッドワードにより、サウスカロライナ州チャールストンのセント・フィリップ教会で銃撃された。その上、人種的平等に反対する勢力がゲーリー主教の黒人補佐主教配置の提案を引き出していた。ゲーリー主教銃撃犯のウッドワードは殺人罪で起訴され、銃撃されたゲーリー主教は4日後にローパー病院で逝去した。
なお、没する前にゲーリー主教は加害者であるウッドワードについて次のような言葉を言ったとされる。
Forgive him, Father, he knew not what he did.（父なる神よ、彼を許し給え。彼は自分が何をしたのか知らないのですから。）